# Verona Rupes
Verona Rupes és un accident geogràfic de la superfície de Miranda, satèl·lit natural del planeta Urà. Els barrancs s'anomenen rupes en llenguatge astrogeològic. El seu nom prové de la tragèdia de William Shakespeare, Romeu i Julieta.
S'ha estimat que el barranc té una altitud de 5 a 10 km, cosa que en fa el penya-segat més alt del sistema solar.
La seva formació pot ser deguda a una destrucció i posterior acreció de Miranda, o per moviments tectònics de l'escorça gelada del satèl·lit.
La sonda Voyager 2 prengué fotografies d'aquest accident geogràfic durant el seu sobrevol de Miranda l'any 1986.